# Lepanthes brenneri
Lepanthes brenneri är en orkidéart som beskrevs av Carlyle August Luer. Lepanthes brenneri ingår i släktet Lepanthes och familjen orkidéer. Inga underarter finns listade i Catalogue of Life.